# Chroneba verticalis
Chroneba verticalis är en insektsart som beskrevs av Ronald Gordon Fennah 1965. Chroneba verticalis ingår i släktet Chroneba och familjen vedstritar.
Artens utbredningsområde är Filippinerna. Inga underarter finns listade i Catalogue of Life.